# 防空少女ラブキューレ
防空少女ラブキューレ（ぼうくうしょうじょラブキューレ）は、コナミアミューズメント（KPE・高砂販売株式会社）が2017年に発表・販売したパチスロ（5号機）機である。

## 概要
本機の発表時はKPE・高砂販売株式会社からの発表であったが、親会社であるコナミアミューズメントに吸収合併が行われ同社が販売した。
2017年にKONAMIにて開発された新規版権であり、オリジナルキャラクターが登場するノンタイアップのパチスロ機である。販売目標台数を6000台とする。
基本的には同社より販売された『スカイガールズ』に準じるシステム・スペックであるが、新規版権を用いてノンタイアップパチスロ機として登場した。

### 沿革
- 2017年
  - 1月16日 - KPE・高砂販売株式会社よりパチスロ防空少女ラブキューレの販売が告知[2]
  - 3月21日 - パチスロ防空少女ラブキューレ（5号機）発売

### ゲーム性
通常時はCZ　空戦バトルからART 絶対空域を目指す。チャージ図柄が揃う度に液晶ゲージのカウンターが溜まっていき、最大になると空戦バトルに突入する。基本的には期待度35〜40%だが、画面が虹色の確定空戦バトルに発展することもある。通常時にリールロック発生でボーナス期待度が上昇し、1段階で40%程度、2段階で70%程度、3段階（32768/1）でロングフリーズが発生し、BBエクストラ+チャージレベル3のソニックモード（次回ボーナスまで続く無限ART）に突入、さらにソニックモード中はチャージ図柄揃いの超高確率状態となる。なお、99個溜まるとカウントストップ状態で、内部的に何個溜まっているのかは見た目では判断不能となる。ゲーム数上乗せ演出はにゃんにゃんぱにっしゅと、なでなでラブキューレの2種類あり、どちらとも背景の色により上乗せゲーム数の期待度が変わる。

## 登場人物

### CELF特殊飛行隊
登場キャラクターは実在の戦闘機、及び兵装がモチーフとなっている。
- 紅井いちご（CV：佐倉綾音） - 特殊飛行隊CELFの二等空尉。
- 雷電つぐみ（CV：森樹里） - 特殊飛行隊CELFの一等空尉。由来は雷電。
- 波戸りおん（CV：本谷史織） - 特殊飛行隊CELFの二等空尉。由来はパトリオットミサイル。
- 鷹野あい（CV：吉岡麻耶） - 特殊飛行隊CELFの三等空尉。由来はE-2。
- 五十嵐零華（CV：南條愛乃） - 特殊飛行隊CELFの一等空佐。

### KLEIN-クライン-
登場キャラクターは猫の品種名がモチーフとなっている。
- マイア・メルクリュース（CV：楠ひなた） - 武装組織『クライン』のボスで、IQ200を超える天才。
- クーン（CV：氷青） - クライン三幹部の一人であるおねぇさん。由来はメインクーン。
- フォールド（CV：楠ひなた） - クライン三幹部の一人である気まぐれ娘。由来はスコティッシュフォールド。
- ショート（CV：三宅香奈） - クライン三幹部の一人である暴れん坊。由来はアメリカンショートヘア、もしくはブリティッシュショートヘア。

## 関連商品
- 歌唱入りシングル - 戦場のヴァルキリー　4月19日:MANAが歌うボーカル曲『戦場のヴァルキリー』配信!
- パチスロ「防空少女ラブキューレ」BGM Selection　4月12日:BMGアルバム『パチスロ 防空少女ラブキューレ BGM Selection』配信!